# Paul Bonatz
Paul Michael Nikolaus Bonatz, född 6 december 1877 i Solgen, Lothringen (senare Solgne i departementet Moselle i Frankrike), död 20 december 1956 i Stuttgart, tysk arkitekt, brobyggare och inflytelserik högskolelärare.
Bonatz skapade många byggnader i Stuttgart. Han ritade den ursprungliga Gottlieb-Daimler-Stadion, Neckarstadion, 1933 och Stuttgart Hauptbahnhof. Han var även delaktig i byggandet av Tysklands motorvägar.

## Biografi
Bonatz var son till en statlig tjänsteman från Mecklenburg och hans mor kom från Luxemburg. Han tog studenten i Haguenau och studerade sedan till ingenjör vid Tekniska högskolan i München och bytte efter ett år till arkitektur och tog examen 1900. 1902 flyttade han till Stuttgart och arbetade som assistent till Theodor Fischer och sedan till 1908 som lärare vid Tekniska högskolan i Stuttgart. Han övertog Fischers position då denne flyttade till München. 1908 blev Bonatz medlem av Deutscher Werkbund.
1910 grundade han tillsammans med studiekamraten Friedrich Eugen Scholer en arkitektbyrå i Stuttgart under namnet Bonatz und Scholer, ett samarbete som varade fram till 1944. Bonatz arbetade även med sin yngre bror Karl Bonatz. Bonatz utmärkte sig som arkitekt som motståndare till 1920-talets Neues Bauen med exempel i Weissenhofsiedlung i Stuttgart. Under 1930-talet kom Bonatz att bli rådgivare till Fritz Todt och kom som rådgivare att delta i formgivandet av broar för motorvägar och som medarbetare i tidningen Die Strasse.
Efter Todts död och Bonatz oenighet med Adolf Hitler om storleken på Münchens nya centralstation valde Bonatz att flytta till Turkiet 1943. I Istanbul arbetade han som rådgivare till Turkiets kulturministerium i Ankara och var 1946-1954 professor vid tekniska universitetet i Istanbul. 1954 återvände han till Stuttgart där han avled 1956.

## Byggnader

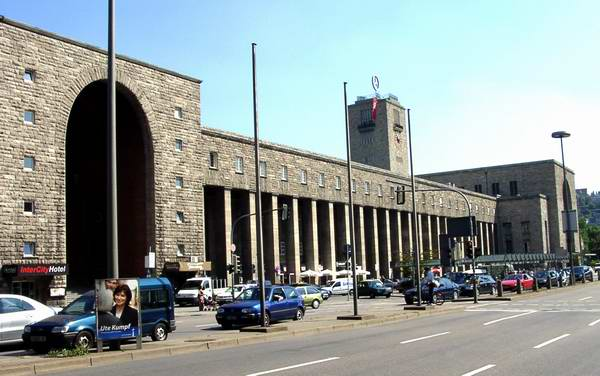
Stuttgart Hauptbahnhof.
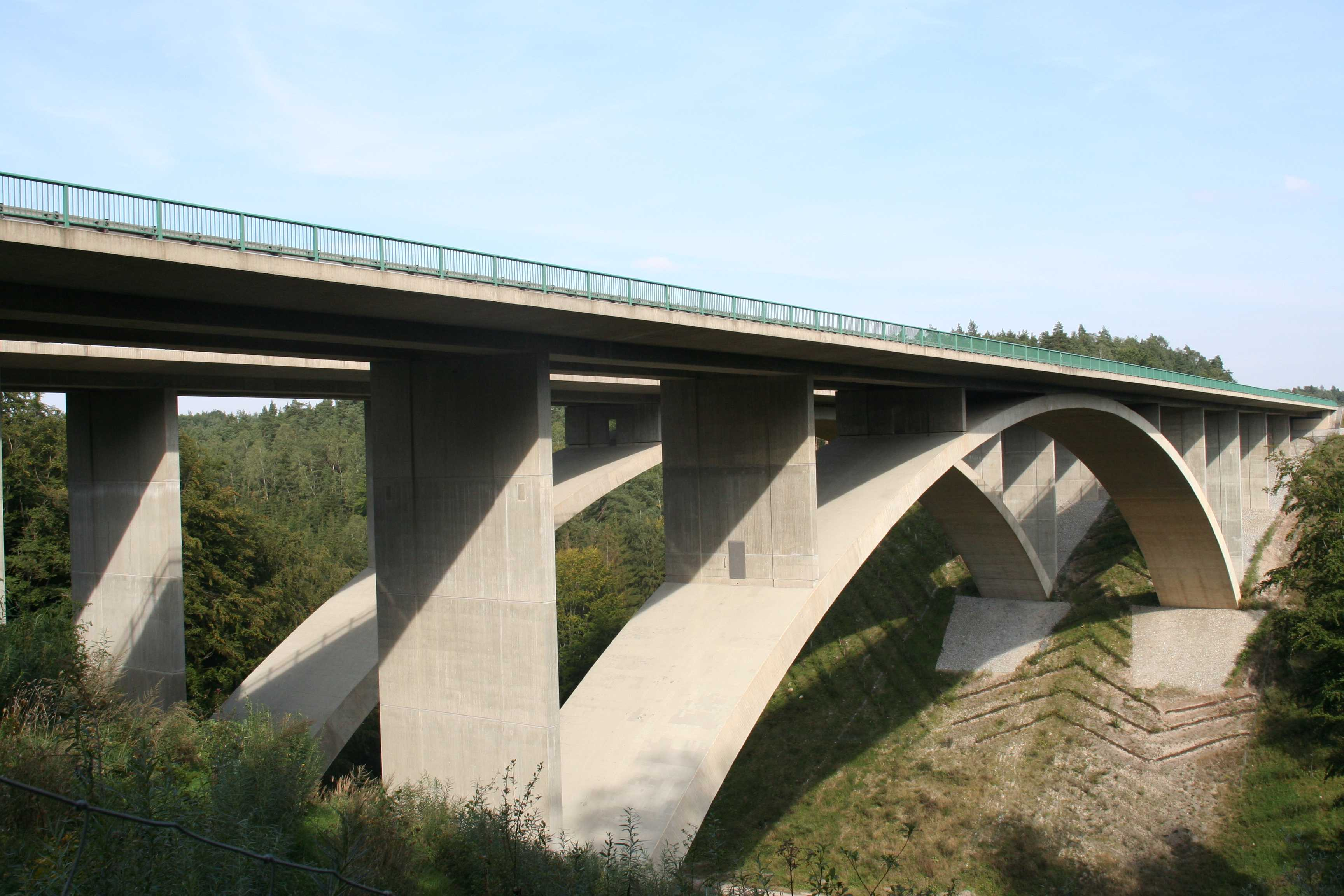
Teufelstalbrücke på motorvägen A4 i Thüringen ritades av Paul Bonatz och var vid byggandet en av Europas modernaste broar.
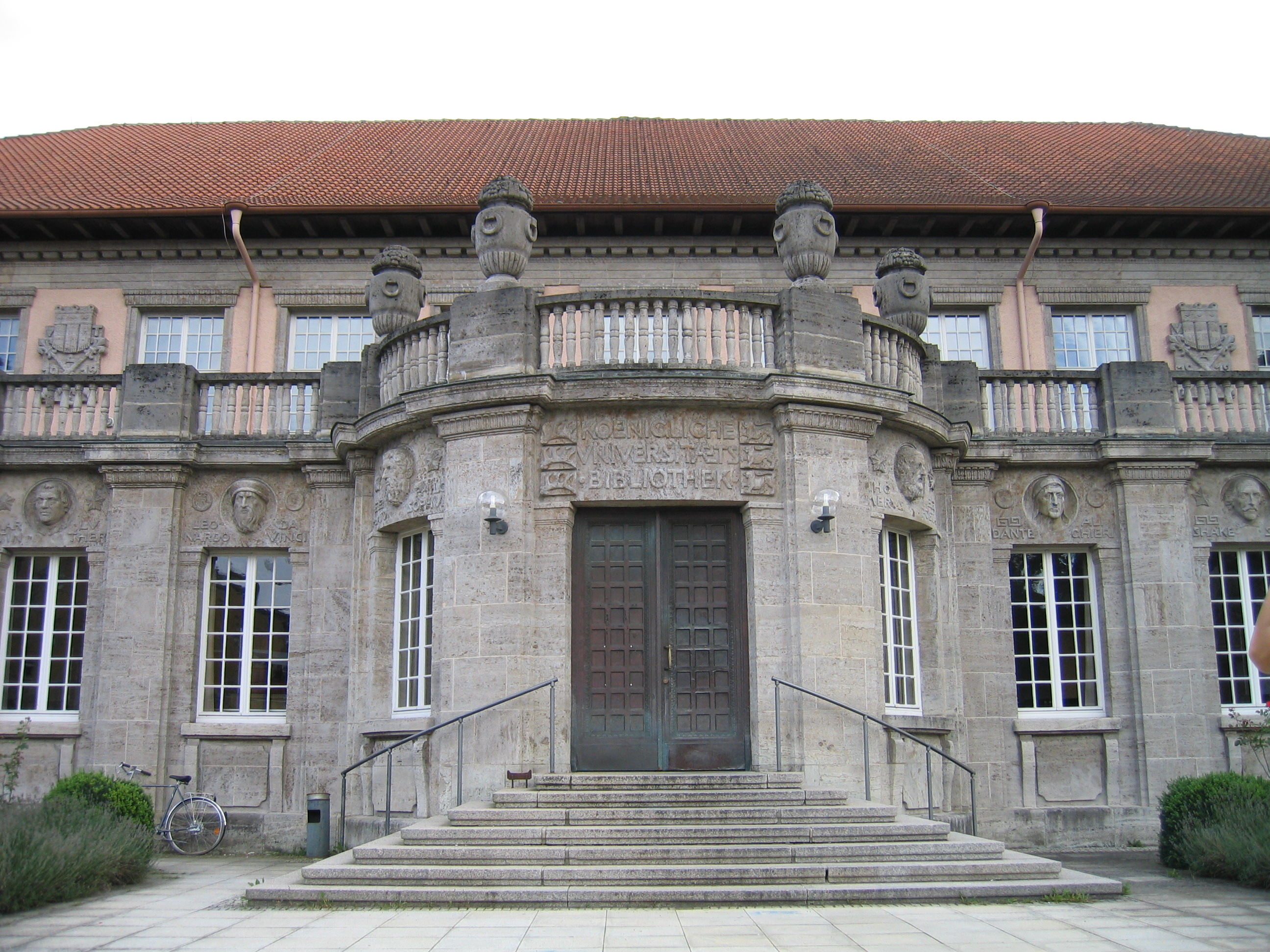
Universitätsbibliothek Tübingen, 1910–1912
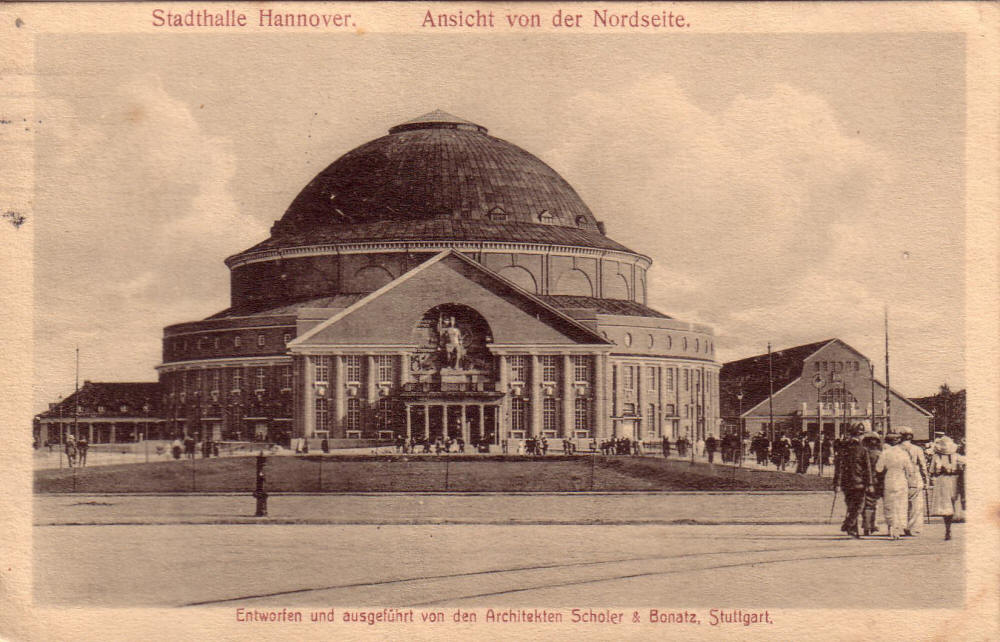
Stadthalle Hannover, 1911–1914
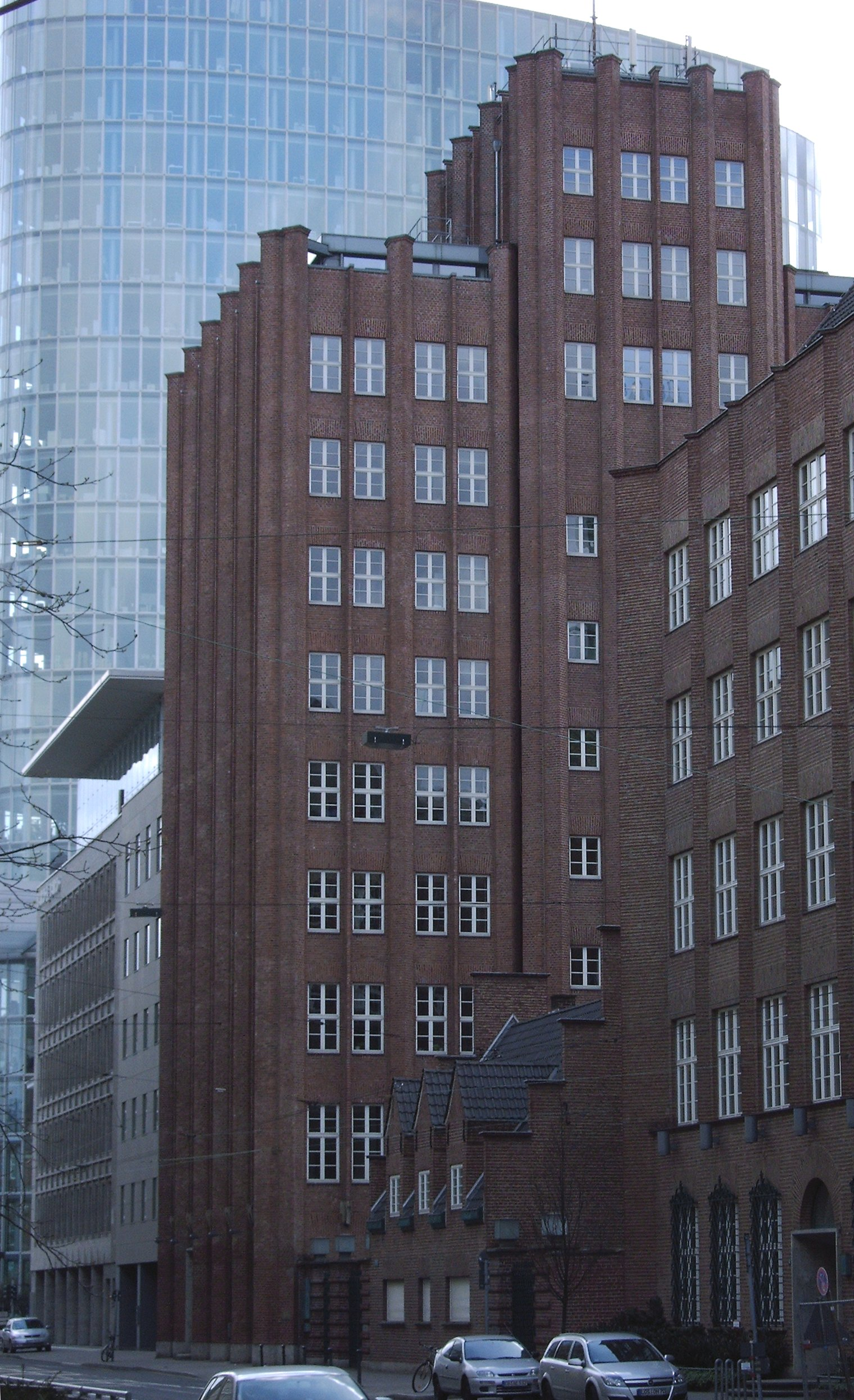
Förvaltningsbyggnad i Düsseldorf, 1922-1925
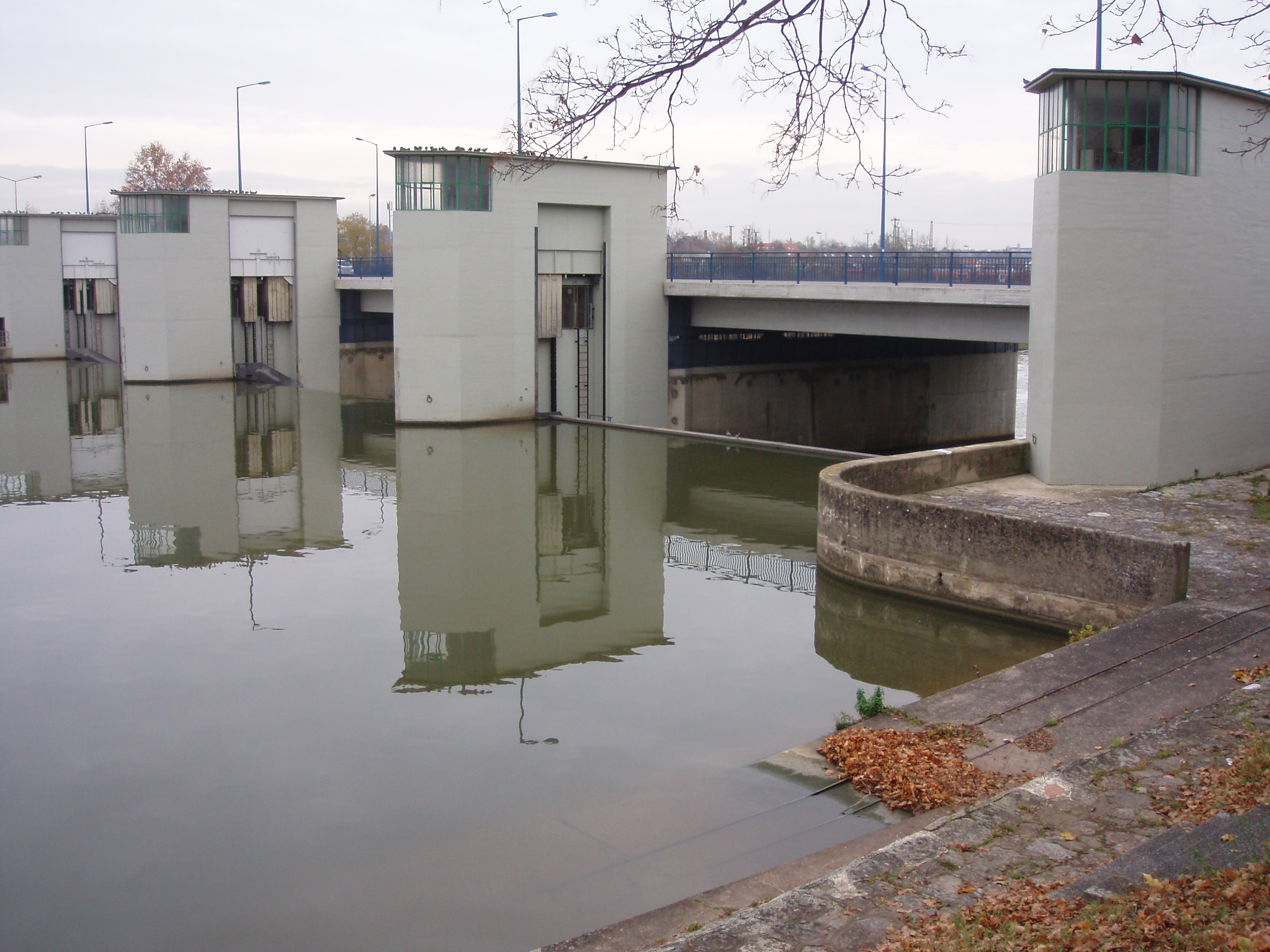
Neckarstaustufe Heilbronn, 1929
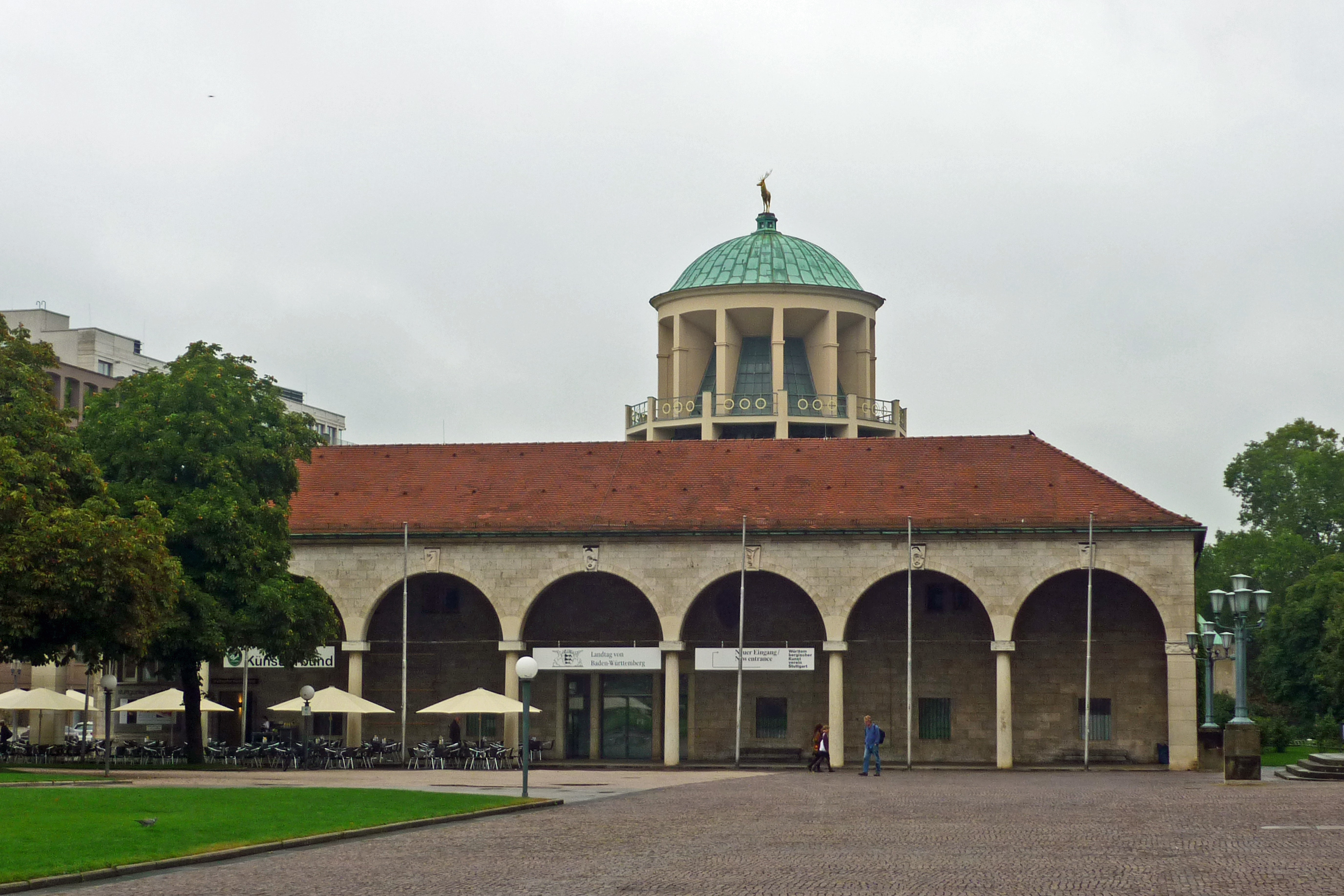
Återuppbyggnad av konstbyggnaden i Stuttgart, 1956–1961
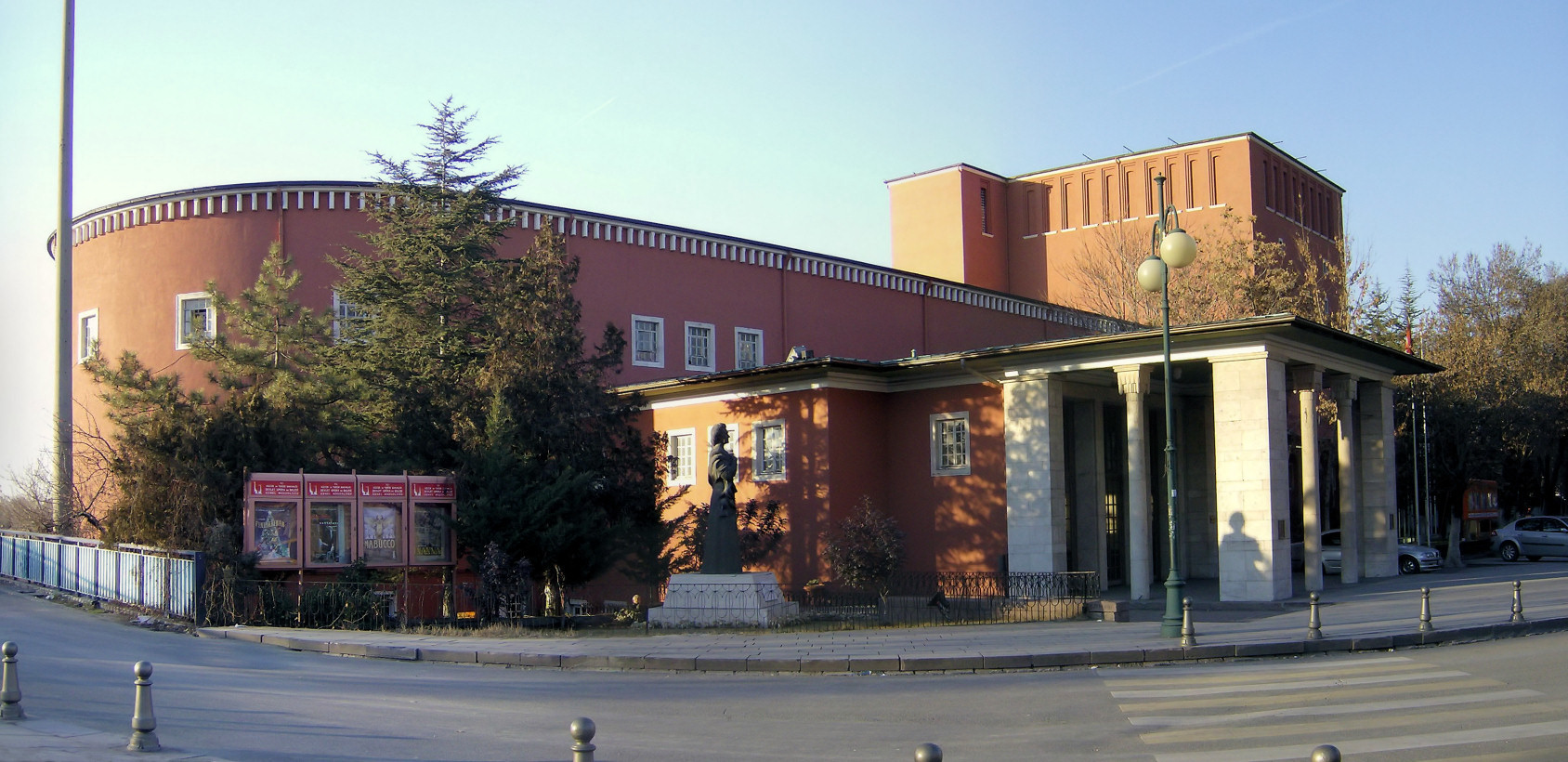
Operahuset i Ankara, 1947–1948

1. ↑  läs online, deu.archinform.net , läst: 9 juli 2024.[källa från Wikidata]
2. 1 2 3  Arkitekter verksamma i Sverige, 11 juli 2014.[källa från Wikidata]
3. 1 2  Paul Bonatz, SNAC (på engelska), SNAC Ark-ID: w6k08758.[källa från Wikidata]
4. ↑  Paul Bonatz, RKDartists (på engelska), RKDartists-ID: 225809.[källa från Wikidata]
5. 1 2 3  läs online, arch-pavouk.cz , läst: 7 maj 2023.[källa från Wikidata]
6. 1 2 3  Georges Bischoff, Georges Foessel & Christian Baechler, Fédération des sociétés d'histoire et d'archéologie d'Alsace (red.), Nouveau dictionnaire de biographie alsacienne, 1982.[källa från Wikidata]
7. ↑  RKDartists, RKDartists-ID: 225809, läst: 9 oktober 2017.[källa från Wikidata]